# 定光古佛
定光古佛，宋初僧人，人稱「定光佛」、「定光佛祖」、「定公古佛」、「定光大師」等。是閩西汀州客家人之重要守護神。

## 簡介
定光大師是五代末、宋初的高僧，俗名鄭自嚴，閩南泉州府同安人，十一歲時出家，十七歲得道，有許多神妙事蹟，如以法術除蛟、伏虎等。在宋太宗淳化年間圓寂，享壽八十二。民眾尊稱其為定光古佛。
定光大師雖是閩南人，但其一生大部分時間都在汀州弘法，其在世時，已被閩西、贛南、粵東等地不少信徒視同神明，信徒極多，並為之建造殿宇，踴躍供養。其圓寂後，便成為汀州的重要鄉土神明，稱為定光古佛，而來台的汀州客家人也奉其為守護神。
著名文學家蘇軾，曾為定光古佛作贊詞：「定光古佛，不顯其光，古錐透穿，大千為囊。臥像出家，西峰參道，亦俗亦真，一體三寶。南安石窟，開甘露門，異類中住，無天中尊。彼逆我順，彼順我逆，過即追求，虛空鳥集。驅使草木，教誨蛇虎，愁霖出日，枯旱下雨，無男得男，無女得女。法法如是，誰奪誰與？令若威怒，免我伽梨，既而釋之，遂終白衣，壽帽素履，髮鬢皤皤。壽八十二，與世同波。窮崖草木，枯臘風雨。七閩香火，家以為祖。薩埵御天，宋有萬姓。乃錫象服，名曰定應。」

## 廟宇
- 龍巖市武平縣岩前鎮均慶院

臺灣地區主祀定光古佛的廟宇不多，最有名的兩座分別是國定古蹟的新北市淡水區鄞山寺，與縣定古蹟的彰化縣彰化市定光佛廟，其餘如臺南市佳里區九龍山南極宮、屏東縣萬巒鄉武平忠孝祠亦主祀定光古佛。配祀定光古佛的廟宇則有新北市板橋接雲寺、桃園市大溪福仁宮、臺中市南屯萬和宮等。